# Cariamiformes
De Cariamiformes (ook wel Cariamae) vormen een orde van loopvogels (maar niet verwant aan de Ratites) die 70 miljoen jaar geleden of eerder ontstond. De groep omvat de families Cariamidae, Phorusrhacidae, Bathornithidae, Idiornithidae en Ameghinornithidae, waarvan alleen de eerste moderne vertegenwoordigers heeft en de overige vier zijn uitgestorven. Hoewel ze traditioneel gezien werden als een onderorde van de Gruiformes (kraanvogelachtigen), moeten ze op basis van morfologische en genetische kenmerken waarschijnlijk gerekend worden tot een aparte groep van vogels, waarvan de andere levende vertegenwoordigers dan de Falconidae, de Psittaciformes en de Passeriformes zijn.

## Ouderdom
Het oudst bekende fossiel van deze groep is een dijbeen dat geïsoleerd gevonden werd op het eiland Vega (Grahamland, Antarctica), in een laag die gedateerd wordt op vroeg-maastrichtien, ongeveer 70 miljoen jaar oud. Dit exemplaar is identiek aan het dijbeen van de hedendaagse seriema's (Cariama) en behoorde toe aan een ongeveer 1 meter hoge vogel. Vanwege zijn ouderdom en geografische locatie is deze vooralsnog onbenoemde soort waarschijnlijk zeer nauw verwant, zo niet gelijk, aan de gemeenschappelijke voorouder van de Cariamidae en de Phorusrhacidae.
Accipitriformes (roofvogels en gieren, exclusief valken) · Aegotheliformes (dwergnachtzwaluwen) · Anseriformes (eendachtigen) · Apodiformes (gierzwaluwen en kolibries) · Apterygiformes (kiwi's) · Bucerotiformes (neushoornvogels) · Caprimulgiformes (nachtzwaluwen) · Cariamiformes (seriema's) · Casuariiformes (kasuarissen en emoe) · Charadriiformes (steltloperachtigen) · Ciconiiformes (ooievaarachtigen) · Coliiformes (muisvogels) · Columbiformes (duiven) · Coraciiformes (scharrelaars) · Cuculiformes (koekoekachtigen) · Eurypygiformes (kagoe en zonneral) · Falconiformes (valken en caracara’s) · Galliformes (hoenderachtigen) · Gaviiformes (duikers) · Gruiformes (kraanvogelachtigen) · Leptosomiformes (koerol) · Mesitornithiformes (steltrallen) · Musophagiformes (toerako's) · Nyctibiiformes (reuzennachtzwaluwen) · Opisthocomiformes (hoatzin) · Otidiformes (trappen) · Passeriformes (zangvogels) · Pelecaniformes (pelikanen, reigerachtigen, ibissen en lepelaars) · Phaethontiformes (keerkringvogels) · Phoenicopteriformes (flamingo's) · Piciformes (spechtachtigen) · Podargiformes (kikkerbekken) · Podicipediformes (futen) · Procellariiformes (buissnaveligen) · Psittaciformes (papegaaiachtigen) · Pterocliformes (zandhoenders) · Rheiformes (nandoes) · Sphenisciformes (pinguïns) · Steatornithiformes (vetvogel) · Strigiformes (uilen) · Struthioniformes (loopvogels o.a. struisvogel) · Suliformes (slangenhalsvogels, fregatvogels, aalscholvers en janvangenten) · Tinamiformes (stuithoenders) · Trogoniformes (trogons)

 Portaal Vogels · Indeling van de vogels